# 梅涅勒维孔特
梅涅勒维孔特（法語：Meigné-le-Vicomte，法語發音：[mɛɲe lə vikɔ̃t] ⓘ）是法国曼恩-卢瓦尔省的一个旧市镇，属于索米尔区。2016年12月15日，梅涅勒维孔特和相邻的另外13个市镇合并为新市镇努瓦扬维拉日（Noyant-Villages）。

## 地理
梅涅勒维孔特（47°30'33"N, 0°11'28"E）面积23.13 平方千米，位于法国卢瓦尔河地区大区曼恩-卢瓦尔省，该省份为法国西部内陆省份，大致对应安茹地区，北起顺时针与马耶讷省、萨尔特省、安德尔-卢瓦尔省、维埃纳省、德塞夫勒省、旺代省、大西洋卢瓦尔省和伊勒-维莱讷省接壤。
与梅涅勒维孔特接壤的市镇（或旧市镇、城区）包括：拉唐河畔沙奈、吕布莱、莫讷河畔马西伊、布雷伊、沙洛讷苏勒吕德、代讷泽苏勒吕德、努瓦扬。
梅涅勒维孔特的时区为UTC+01:00、UTC+02:00（夏令时）。

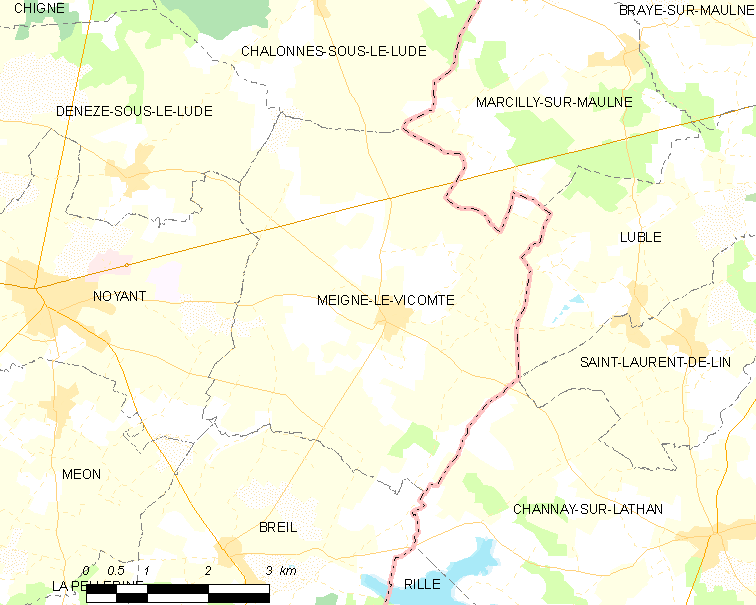
梅涅勒维孔特的OSM定位图

## 行政
梅涅勒维孔特的邮政编码为49490，INSEE市镇编码为49197。

## 政治
梅涅勒维孔特所属的省级选区为安茹地区博福尔县。

## 人口

1962-2008年间梅涅勒维孔特人口变化图示

梅涅勒维孔特于2018年1月1日时的人口数量为335人。